# Edwin Eliason
Pour les articles homonymes, voir Eliason.
Edwin Murry Eliason (né le 1er mai 1938 à Port Gamble dans l'état de Washington aux États-Unis) est un archer américain.

## Biographie
Eliason remporte les championnats du monde pour la première fois en 1971. Il le remporte à trois autres reprises en 1973, en 1977 et 1981. En 1972, il participe aux Jeux olympiques et termine à la 5e place. De plus, Eliason remporte 10 médailles dont 6 en or aux Jeux panaméricains entre 1983 et 1995.

## Palmarès
- Jeux olympiques[2]
  - 5e à l'épreuve individuelle aux Jeux olympiques de 1972 à Munich.

- Championnats du monde[1]
  -  Médaille d'or à l'épreuve par équipe homme aux championnats du monde de 1971 à York (avec John Williams et Larry Smith).
  -  Médaille d'or à l'épreuve par équipe homme aux championnats du monde de 1973 à Grenoble (avec Stephen Lieberman et Larry Smith).
  -  Médaille d'or à l'épreuve par équipe homme aux championnats du monde de 1977 à Canberra (avec Richard McKinney et Darrell Pace).
  -  Médaille d'or à l'épreuve par équipe homme aux championnats du monde de 1981 à Punta Alta (avec Richard McKinney et Darrell Pace).